# Microlejeunea helenae
Microlejeunea helenae là một loài Rêu trong họ Lejeuneaceae. Loài này được (Pearson) Sim mô tả khoa học đầu tiên năm 1926.